# اچ‌ام‌اس اجین‌کورت (۱۸۱۷)
اچ‌ام‌اس اجین‌کورت (۱۸۱۷) (به انگلیسی: HMS Agincourt (1817)) یک کشتی بود که طول آن ۱۷۶ فوت (۵۴ متر) بود. این کشتی در سال ۱۸۱۷ ساخته شد.